# ハカントシー空港
ハカントシー空港（ハカントシーくうこう、英語: Hukuntsi Airport）は、ボツワナ共和国カラハリ地区の町・ハカントシーに存在する空港。